# Oh, es riecht gut
Oh, es riecht gut ist ein deutsches Weihnachtslied, das von Christel Ulbrich komponiert und geschrieben wurde.

## Inhalt
In dem Lied geht es um das Backen von Plätzchen in der Vorweihnachtszeit. So wird beschrieben, dass der Teig für die Plätzchen eingerührt wird. In jeder Strophe wird die Zugabe einer Zutat benannt. Das Lied nimmt keinen expliziten Bezug auf christliche Inhalte und wurde deswegen in der DDR häufig in den Medien und auf Weihnachtsmärkten gespielt.

## Geschichte
Das Lied entstand um 1949. Es wurde 1957 erstmals unter dem Titel Weihnachtsbäckerei in der Kinderzeitschrift Fröhlich sein und singen veröffentlicht.
Im Jahr 1970 wurde das Lied in der Version des Rundfunk-Kinderchores Leipzig (unter dem Namen „Radio-DDR-Kinder- und Jugendchor (Vorschulkinder)“) in einem Arrangement und unter der Leitung von Hans Sandig auf der Weihnachts-LP Bald nun ist Weihnachtszeit des DDR-Labels Eterna veröffentlicht. Außerdem fand es Aufnahme in verschiedene Musiklehr- und Liederbücher.